# 卢道将
卢道将（？—？），字祖业，范阳郡涿县（今河北省涿州市）人，出自范阳卢氏北祖大房，北魏秘书监、固安懿伯卢渊长子，北魏官员。

## 生平
卢道将本应承袭父亲卢渊的爵位固安伯，却将爵位让给八弟卢道舒。有关部门将事情上报给魏宣武帝元恪，魏宣武帝下诏说：“嫡长子承受宗庙与丧祭的重任，这是礼仪的常规，怎么可以擅自将爵位授予他人。”卢道将援引清河国常侍韩子熙将鲁阳男爵位让给弟弟韩仲穆的例子，尚书李平重新向皇帝申请，魏宣武帝下诏答应了卢道将。卢道将涉猎经史书籍，有正直敢言的风度，很有文才，是家中后来居上于顶峰的人物，各位叔父都很尊敬畏惧他，彭城王元勰和任城王元澄都对他虚怀以待。元勰担任中军大将军时，征召卢道将代理参军，后升任司徒东阁祭酒、尚书左外兵郎中，又转任秘书丞，外任燕郡太守。卢道将刚一到任，就在乐毅、霍原的墓前刻石，为他们建立祠堂，又优厚的礼遇儒生，鼓励劝勉他们的学业，督促考核农耕和蚕桑，当地开垦的耕地一年之内倍增。卢道将后被征入朝担任司徒司马，在任内去世，朝廷赠予龙骧将军、太常少卿，谥号献，他所作的文章有数十篇。
范阳卢氏原本家风严谨，对待疏远的亲属都按照次序尊为长辈，长者对他们没有不致敬的，他们的家门礼节，为当世推崇，家族谦让简朴，不与世俗争名利。父母去世后，兄弟们也居住在一起，财产共有，祖孙有数百口。在洛阳时经常遇到饥荒之年，没有能力自我赡养，但全家上下和睦，同甘共苦。亲兄弟和堂兄弟常常早晨去拜问各位叔伯，来来往往坐在侧房里面，直到傍晚才进正房。除了朝廷官府中人，不与其他人来往。以礼互相劝勉就像这样。范阳卢氏又因为一家娶了三个公主，当世以为荣耀。直到卢道将死后，家风衰败，子孙多有违法乱纪，男女淫乱，被当时的舆论所鄙视。

## 其他
北魏济南王元彧自小就与堂兄安丰王元延明、中山王元熙都以宗室的身份博通古史有文学才能而齐名，卢道将对吏部尚书崔休说：“三人的才学虽然不分高低，但安丰王不善于辩论，中山王是非太多，都不如济南王风流儒雅。”

## 家族

### 父母
- 卢渊，北魏秘书监、固安懿伯
- 赵郡李氏，北魏散骑常侍、尚书、使持节、平西将军、泰州刺史、宣城公李孝伯之女[7]

### 兄弟姐妹
- 卢道亮
- 卢道裕，北魏左将军、泾州刺史
- 卢道虔，东魏卫大将军、幽州刺史、临淄恭文公
- 卢道侃，北魏幽州主簿
- 卢道和，北魏冀州中军府中兵参军
- 卢道约，东魏卫大将军、兖州刺史
- 卢道舒，北魏冠军将军、中书侍郎、固安伯
- 卢氏，嫁北魏使持节、平东将军、东道大行台、青州刺史、濮阳孝懿公李延寔
- 卢氏，嫁北魏龙骧将军、通直散骑侍郎李瑾
- 卢氏，嫁北魏定州治中李子云

### 儿子
- 卢怀祖，太学博士，员外散骑侍郎
- 卢怀仁，太尉记室、弘农郡太守